# René Sylviano
René Sylviano (nome d'arte di Sylvère Caffot; Mantes-la-Jolie, 10 dicembre 1903 – Parigi, 16 ottobre 1993) è stato un compositore francese di musiche da film.

## Biografia
Figlio dell'organista di Notre-Dame de Mantes-la-Joli, fu compagno di studi di Olivier Messiaen presso il Conservatorio di Parigi, dove nel 1929 vinse il secondo premio al concorso di composizione con la cantata La vierge guerrière.
L'anno prima aveva per la prima volta usato lo pseudonimo di René Sylviano, facendosi conoscere dal grande pubblico con la canzone Il faut savoir demander ça gentiment (interpretata tra gli altri da Jean Gabin e con
il fox-trot Mandarines, interpretato da Lyne Clevers.
Iniziò a comporre per il cinema alla fine degli anni venti, lavorando quasi esclusivamente in Francia e collaborando in particolare con registi commerciali come Jean Stelli, André Hugon e Henri Decoin.
Il 5 aprile 1945 fu eletto membro del consiglio della SACEM e nel 1947 fu chiamato a far parte della giuria del Festival di Cannes.
Il suo pezzo più famoso è la canzone Premier rendez-vous, interpretata da Danielle Darrieux nel film omonimo (in versione italiana Primo appuntamento, 1941).

## Filmografia

### Compositore
- Tenerezza (La tendresse), regia di André Hugon (1930)
- Zärtlichkeit, regia di Richard Löwenbein (1930)
- Miss Europa (Prix de Beauté), regia di Augusto Genina (1930)
- Lévy et Cie, regia di André Hugon (1930)
- Mon ami Victor, regia di André Berthomieu (1931)
- Le Refuge, regia di Léon Mathot (1931)
- La Prison en folie, regia di Henry Wulschleger (1931)
- La Ronde des heures, regia di Alexandre Ryder (1931)
- Le Chanteur inconnu, regia di Viktor Turžanskij (1931)
- Vita goliardica (Hôtel des étudiants), regia di Viktor Turžanskij (1932)
- Le Fils improvisé, regia di René Guissard (1932)
- Paris-Soleil, regia di Jean Hémard (1932)
- Le Chasseur de chez Maxim's, regia di Karl Anton (1933)
- Rien que des mensonges, regia di Karl Anton (1933)
- L'Ordonnance, regia di Viktor Turžanskij (1933)
- Le Père prématuré, regia di René Guissart (1933)
- Le Chemin du bonheur, regia di Jean Mamy (1933)
- Famille nombreuse, regia di André Hugon (1934)
- Gangster malgré lui, regia di André Hugon (1935)
- Les Grands, regia di Félix Gandéra e Robert Bibal (1936)
- Francesco I (François Premier), regia di Christian-Jaque (1937)
- La Venere dell'oro (La Vénus de l'or), regia di Jean Delannoy e Charles Méré (1938)
- L'allegro duca (Un fichu métier), regia di Pierre-Jean Ducis (1938)
- Narcisse, regia di Ayres d'Aguiar (1940)
- È arrivata la fortuna (Moulin Rouge), regia di André Hugon e Yves Mirande (1940)
- J'ai fait escale à Bordeaux (1940)
- The Titans of the Deep (1940)
- Singeries, regia di Jean Gourguet (1941)
- Le Moissaillon, regia di Jean Gourguet (1942)
- Annette et la Dame blonde,  regia di Jean Dréville (1942)
- L'Amant de Bornéo, regia di Jean-Pierre Feydeau e René Le Hénaff (1942)
- La Rue Bonaparte, regia di René Ginet (1942)
- Le Cuir, regia di Paul de Roubaix (1942)
- Histoire d'un gant ou Les gants (1942)
- Les chiens qui rapportent, regia di Jean Gourguet (1942)
- Les Lévriers, regia di Jean Brérault (1942)
- L'Appel du bled, regia di Maurice Gleize (1942)
- Fromont Jeune et Risler Aîné, regia di Léon Mathot (1942)
- Primo appuntamento (Premier Rendez-vous), regia di Henri Decoin (1942)
- Mariage d'amour, regia di Henri Decoin (1943)
- Des jeunes filles dans la nuit, regia di René Le Hénaff (1943)
- Le Brigand gentilhomme, regia di Émile Couzinet (1943)
- Bonsoir mesdames, bonsoir messieurs, regia di Roland Tuan (1943)
- Je suis avec toi, regia di Henri Decoin (1943)
- Le Bois, regia di André Gillet (1943)
- La Valse blanche, regia di Jean Stelli (1943)
- L'Enfant de l'amour, regia di Jean Stelli (1943)
- Coup de tête, regia di René Le Hénaff (1944)
- Roger la Honte, regia di André Cayatte (1945)
- Mensonges, regia di Jean Stelli (1945)
- Son dernier rôle, regia di Jean Gourguet (1945)
- Les Caves du Majestic, regia di Richard Pottier (1946)
- Autour de Brazzaville, regia di François Villiers (1946)
- L'Ange qu'on m'a donné, regia di Jean Choux (1946)
- 90... la paura (Le mystère Saint-Val), regia di René Le Hénaff (1946)
- La Tentation de Barbizon,  regia di Jean Stelli (1946)
- La Revanche de Roger la Honte, regia di André Cayatte (1947)
- La Cabane aux souvenirs, regia di Jean Stelli (1947)
- Les Aventures de Casanova, regia di Jean Boyer (1947)
- Le mystérieux Monsieur Sylvain, regia di Jean Stelli (1947)
- Hyménée, regia di Émile Couzinet (1947)
- Le Roi de resquilleurs, regia di Jean Devaivre (1947)
- Dernier amour, regia di Jean Stelli (1947)
- Cinq tulipes rouges, regia di Jean Stelli (1948)
- La Ronde des heures, regia di Alexandre Ryder (1949)
- Mademoiselle de la Ferté,  regia di Roger Dallier (1950)
- Les voyageuse inattendue, regia di Jean Stelli (1950)
- Le sourire de la nature, regia di Émile Couzinet (1950)
- Pyrénées, mes amours, regia di René Ginet (1950)
- Allô, au secours, regia di Claude Orval (1951)
- Mon ami le cambrioleur, regia di Henry Lepage (1951)
- Le roi du blablabla, regia di Maurice Labro (1951)
- L'Homme de joie, regia di Gilles Grangier (1951)
- Clara de Montargis, regia di Henri Decoin (1952)
- La vie est un conte, regia di Henri Lapage (1952)
- Et ta sœur?, regia di Henri Lapage (1952)
- Le Désir et l'Amour, regia di Henri Decoin (1952)
- La Garçonnière, regia di Claude Orval (1952)
- Une fille sur la route, regia di Jean Stelli (1952)
- La nuit est à nous, regia di Jean Stelli (1953)
- Seuls au monde, regia di René Chanas (1953)
- Un trésor de femme, regia di Jean Stelli (1953)
- Procureur, regia di Pierre Louis (1953)
- Tourments, regia di Jacques Daniel-Norman (1953)
- Grand gala, regia di François Campaux (1954)
- La Foire aux femmes, regia di Jean Stelli (1955)
- Ihr erstes Rendezvous, regia di Axel von Ambesser (1955) firmato con Heinz Sandauer
- La Terreur des dames, regia di Jean Boyer (1956)
- Quattro donne nella notte (Bonnes à tuer), regia di Henri Decoin (1956)
- Il visconte di Bragelonne, regia di Fernando Cerchio (1956)
- Le septième commandement, regia di Raymond Bernard (1957)
- La Chômeur de Clochemerle, regia di Jean Boyer (1957)
- Prigioni di donne (Prisons de femmes), regia di Maurice Cloche (1958)
- Bal de nuit, regia di Maurice Cloche (1958)
- Le bonheur des autres, regia di Louis Grospierre (1959)
- Histoire de bigorneaux, regia di Lucien Audouze (1960)
- La portatrice di pane (La Porteuse de pain), regia di Maurice Cloche (1963)
- La tratta delle bianche (La Traite des blanches), regia di Georges Combret (1964)
- Les artilleurs, regia di They (1964)
- Le due orfanelle (Les Deux Orphelines), regia di Riccardo Freda (1965)
- La Fille de Dracula, regia di Jesús Franco (1972)